# Hincksina polacantha
Hincksina polacantha är en mossdjursart som beskrevs av Charles Henry O'Donoghue 1926. Hincksina polacantha ingår i släktet Hincksina och familjen Flustridae. Inga underarter finns listade i Catalogue of Life.